# Устиненки
Усти́ненки (рос. Устиненки, марій. Устин почиҥга) — присілок у складі Сернурського району Марій Ел, Росія. Входить до складу Кукнурського сільського поселення.

## Населення
Населення — 4 особи (2010; 5 у 2002).
Національний склад (станом на 2002 рік):
- марі — 100 %